# جان وان دی کمپ
جان کالار وان دی کمپ (انگلیسی: John Kalar Van de Kamp؛ ۷ فوریهٔ ۱۹۳۶ – ۱۴ مارس ۲۰۱۷) سیاستمدار و وکیل آمریکایی بود که از ۱۹۷۵ تا ۱۹۸۱ به‌عنوان سی و هفتمین دادستان منطقه لس آنجلس و از ۱۹۸۳ تا ۱۹۹۱ به‌عنوان دادستان کل کالیفرنیا فعالیت کرد.